# Imam Alimsultanov
Imam Alimsultanov, född 1957 och död 1996, var en tjetjensk gitarrist och sångare. Hans mest kända verk handlar om tillfångatagandet av Imam Sjamil. Sången finns både på ryska och tjetjenska. Imam Alimsultanov dödades 1996 i Odessa.